# Château de Viels-Maisons
Le château de Viels-Maisons est un château situé à Viels-Maisons, en France.

## Localisation
Le château est situé sur la commune de Viels-Maisons, dans le département de l'Aisne.

## Historique
Le monument est inscrit au titre des monuments historiques en 1997.